# Lynne Stopkewich
Lynne Stopkewich (nascuda el 1964) és una directora de cinema canadenc. Va cridar l'atenció pel seu llargmetratge de debut Kissed (1996).

## Vida i carrera
El 1987, Stopkewich va obtenir la seva llicenciatura en belles arts en estudis cinematogràfics a la Concordia University, seguida el 1996 d'un màster en belles arts en estudis cinematogràfics del Departament de Teatre i Cinema de la Universitat de la Colúmbia Britànica. Els seus primers curtmetratges es van fer mentre estava a Concordia.

### Kissed
Kissed va començar el desenvolupament com a funció de tesi de Stopkewich a la Universitat de Colúmbia Britànica, a la qual Stopkewich va tornar més tard com a membre de la facultat. La pel·lícula és protagonitzada per Molly Parker com Sandra Larson, una jove la fixació de la qual per la mort la porta a estudiar embalsamament a una escola mortuòria, on al seu torn, es veu atreta pels sentiments de necrofília. Peter Outerbridge també interpreta a Matt, un company d'estudiant que desenvolupa sentiments romàntics per la Sandra i, per tant, ha d'aprendre a acceptar les seves inclinacions sexuals. Tot i que se li va permetre una subvenció substancial, Stopkewich es va endeutar gairebé 30.000 dòlars i li va costar a la seva empresa 400.000 dòlars perquè pogués completar el rodatge de la pel·lícula.
La pel·lícula va rebre una atenció important. Roger Ebert va descriure la pel·lícula com "una de les pel·lícules més controvertides als festivals de Toronto i Sundance" i va donar a la pel·lícula una crítica de tres estrelles, assenyalant que "es tracta de necrofília, però en el seu enfocament podria tracta d'espiritualitat o transcendència." The New York Times va assenyalar que "seria fàcil riure amb aquesta pel·lícula canadenca, si el seu tema no es tracta amb una delicadesa i un lirisme que subratlla els aspectes místics més que horripilants del que Sandra reconeix amb fred que és una addicció consumidora."

### Altres treballs
A més de Kissed, Stopkewich va dirigir el llargmetratge Suspicious River (2000). També ha dirigit diversos episodis de televisió de Bliss, Da Vinci's Inquest, The L Word, This Is Wonderland, i The Shields Stories. En general, Stopkewich prefereix treballar amb el repartiment i l'equip amb qui ha treballat abans, sobretot, l'actriu Molly Parker.
L'enfocament de Stopkewich a la mirada al cinema està informat en part per la teoria cinematogràfica feminista, i, per tant, les seves pel·lícules han estat descrites com a "foscament feministes." Els canadencs també veuen a les seves pel·lícules "un fort sentit de la cultura local" que s'eleva "per sobre de l'apropiació estatunidenca de Vancouver com a teló de fons per a la cultura genèrica nord-americana."
És la directora a Vancouver de Here At Home, un documental web del National Film Board of Canada de 2012 que explora els esforços de la Comissió de Salut Mental del Canadà per acabar amb el sensellarisme per a les persones amb malaltia mental mitjançant la seva iniciativa At Home.